# Kim Jung-hyun
Kim Jung-hyun (김정현 ?, 金正賢?, Gim Jeong-hyeonLR, Kim Chŏng-hyŏnMR; [kim t͡ɕʌ̹ŋ çʌ̹n]; Pusan, 5 aprile 1990) è un attore sudcoreano.
È meglio conosciuto per i suoi ruoli nelle serie televisive Welcome to Waikiki, Crash Landing on You e Mr. Queen.

## Primi anni di vita
Nacque a Pusan in Corea del Sud nel 1990. Si è laureato in recitazione presso la Korea National University of Arts.

### Arruolamento militare
Ha inoltre completato a 21 anni, il servizio militare obbligatorio come assistente nella terza divisione del Kangwon-do.

## Carriera

### Inizi - 2015
Dopo aver recitato in diverse opere teatrali, debuttò nel film Overman, presentato in anteprima al Busan International Film Festival nel 2015. Questo debutto gli è valso la nomination come Miglior Nuovo Attore al XV° Buil Film Award e al XXII° Chunsa Film Art Award.

### Popolarità in aumento - 2016 - 2018
Debutta sul piccolo schermo nel 2016 attirando l'attenzione della critica garazie al ruolo del fratellino di Gong Hyo-jin nella commedia romantica Don't Dare to Dream.
Successivamente, ha recitato nel dramma storico Yeokjeok - Baekseong-eul humchin dojeok. La serie fu un successo e Kim vinse il premio come miglior nuovo attore agli MBC Drama Awards 2017.
Nello stesso anno venne scelto per la serie di due episodi di MBC, Binggoo, insieme a Han Sun-hwa.
Successivamente, ha interpretato il protagonista maschile nella serie per ragazzi di KBS2 School 2017. La serie fu molto popolare tra i giovani, e gli è valsa la nomination come miglior nuovo attore al LIV° Baeksang Arts Award, al KBS Drama Award 2017 e al 1° Seoul Award.
È poi apparso nel video musicale di 4Men Break Up in the Morning.
Più tardi nello stesso anno venne scelto per un ruolo da protagonista nello speciale drammatico della rete televisiva sudcoreana KBS2 Buzzcut Love.
Nel 2018, ha recitato nella serie giovanile della JTBC intitolata, Eurachacha Waikiki, interpretando un cinico regista di buon cuore. La serie ebbe un grosso successo in tutta l'Asia dimostrando quanto Kim sia un attore versatile.
Ha poi iniziato a recitare nel film 4DX VR Stay With Me, insieme a Seo Ye-ji nel ruolo di un aspirante musicista con la paura del palcoscenico.
Successivamente ha recitato nel melodramma della MBC Time insieme a Seohyun di Girls' Generation. Fu costretto ad abbandonare il dramma a metà strada a causa di un combinato disposto tra disturbi alimentari e del sonno.

### Ritorno e fama internazionale - 2019 - presente
Nel dicembre 2019, dopo la pausa, venne scritturato nel dramma romantico della TVN, Crash Landing on You, insieme a Hyun Bin, Son Ye-jin e Seo Ji-hye. Fu il dramma TVN più votato e il terzo dramma coreano  più votato nella storia della televisione via cavo coreana. Il ritratto di Kim come Goo Seung-joon, ex fidanzato di Yoon Se-ri (Son Ye-jin) e l'interesse amoroso per Seo Dan (Seo Ji-hye), fu positivamente accolto dal pubblico. Il nome del suo personaggio, "Goo Seung-joon" è diventato il primo nelle classifiche di ricerca in tempo reale in Corea, riconoscimento che lui, più tardi in un'intervista, descrisse come incredibilmente gratificante.
Il 5 giugno 2020, è stato confermato che Kim avrebbe diretto il dramma Fusion Sageuk di TVN, Mr. Queen al fianco di Shin Hye-sun nel ruolo del Re Cheoljong. Il dramma fu trasmesso dal dicembre 2020 al febbraio 2021. Il 15 febbraio 2021, Mr. Queen era il settimo dramma coreano più votato nella storia della televisione via cavo e il quinto dramma televisivo più votato. ' Kim ha contribuito con la sua voce e ai testi della colonna sonora di Like the First Snow.

## Filmografia

### Film
| Anno | Titolo                                                     | Ruolo                  | Note              | Fonte         |
| ---- | ---------------------------------------------------------- | ---------------------- | ----------------- | ------------- |
| 2014 | The Beginning Of Murder - L'inizio dell'omicidio           | Do-hyun                | Film corto        | [ 20 ]        |
| 2016 | Going My Home - Ritornando a Casa                          | Lee Shi-joon           | Film corto        | [ 21 ]        |
| 2016 | Overman - Il caposquadra                                   | Choi Do-hyun           | Film indipendente | [ 22 ]        |
| 2017 | Un giorno                                                  | Assistente manager Cha |                   |               |
| 2018 | Stay With Me - Stai con me                                 | Woo-jin                | Pellicola 4DX VR  | [ 23 ]        |
| 2019 | Rosebud                                                    | Woo-seong              |                   | [ 24 ]        |
| 2021 | Black out : Mafia - game - Black outː il gioco della Mafia |                        | Film corto        | [ 25 ] [ 26 ] |

### Serie televisive
| Anno    | Titolo                                                                             | Ruolo                         | Rete          | Note                               | Fonte  |
| ------- | ---------------------------------------------------------------------------------- | ----------------------------- | ------------- | ---------------------------------- | ------ |
| 2016    | Jiltu-ui hwasin - L'incarnazione della gelosia                                     | Pyo Chi-yeol                  | SBS           |                                    | [ 4 ]  |
| 2017    | Yeokjeok - Baekseong-eul humchin dojeok - Il ribelle - Il ladro che rubò il popolo | Mo Ri                         | MBC           |                                    | [ 5 ]  |
| 2017    | Frozen Love - Amore Congelato                                                      | Go Man-soo                    | MBC           | Miniserie                          | [ 6 ]  |
| 2017    | School 2017 - Scuola 2017                                                          | Hyun Tae-woon                 | KBS2          |                                    |        |
| 2017    | Speciale drammatico                                                                | Bae Chi-hwan                  | KBS2          | Episodio: "The Love of a Buzz Cut" | [ 9 ]  |
| 2018    | Eurachacha Waikiki - Forza Waikiki                                                 | Kang Dong-gu                  | JTBC          |                                    | [ 10 ] |
| 2018    | Time -Tempo                                                                        | Cheon Soo-ho                  | MBC           |                                    | [ 12 ] |
| 2019-20 | Crash Landing on You - L'atterraggio di emergenza dell'amore                       | Gu Seung-jun / Alberto Gu     | tvN e Netflix |                                    | [ 27 ] |
| 2020    | Dinner Mate -Compagno di Cena                                                      | Lee Young-dong                | MBC           | Cameo (Eps. 1–2)                   | [ 28 ] |
| 2020-21 | Mr. Queen                                                                          | Lee Won-beom / King Cheoljong | tvN           |                                    | [ 16 ] |

### Video musicale
| Anno | Titolo Canzone                              | Artista |
| ---- | ------------------------------------------- | ------- |
| 2017 | Break Up in the Morning - Pausa del mattino | 4Men    |

## Discografia
| Titolo                | Anno | Album            |
| --------------------- | ---- | ---------------- |
| "Moonlight"           | 2018 | Stay with me OST |
| "Like the First Snow" | 2021 | Mr. Queen OST    |

## Teatro
| Anno | Titolo                                  | Ruolo            | Fonte  |
| ---- | --------------------------------------- | ---------------- | ------ |
| 2013 | 경성 아리랑 26 년 Musical Arirang       |                  | [ 29 ] |
| 2013 | Therese Raquin                          | Laurent LeClaire | [ 29 ] |
| 2015 | 조그만 입술                             |                  | [ 29 ] |
| 2015 | 가야 십이지 곡 Gayashib i Jigok Musical |                  | [ 29 ] |

## Sponsorizzazioni
| Anno | Azienda               | Prodotto     | Genere                | Co-apparizione  |
| ---- | --------------------- | ------------ | --------------------- | --------------- |
| 2017 | JK Company            | Paperplanes  | Scarpe                |                 |
| 2017 | MK Trend Co.Ltd.      | Buckaroo     | Capi di abbigliamento | Hwang Seung-eon |
| 2017 | SK Telecom            | T Membership |                       | Ahn Sol-bin     |
| 2018 | Otsuka Pharmaceutical | ULOS         | Cosmetici             | Yunho           |
| 2020 | Otsuka Pharmaceutical | ULOS         | Cosmetici             |                 |
| 2020 | Panasonic             |              |                       |                 |

## Riconoscimenti
| Anno | Premio | Categoria | Lavoro nominato | Risultato | Fonte |
| ---- | --- | --- | --- | --------- | ----- |
| 2016 | 25° Buil Film Awards | Miglior nuovo attore | Overman \|style="text-align:center; background:#FDD; color: black; vertical-align:middle" class="table-no2"\|Candidato/a              |           |       |
| 2017 | style="text-align:center; background:#FDD; color: black; vertical-align:middle" class="table-no2"\|Candidato/a                                  | Miglior nuovo attore | Overman \|style="text-align:center; background:#FDD; color: black; vertical-align:middle" class="table-no2"\|Candidato/a              |           |       |
| 2017 | 36 ° MBC Drama Awards | Miglior nuovo attore | Il ribelle\| style="text-align:center; background:#99FF99; vertical-align:middle" class="table-yes2"\|Vincitore/trice                 | [ 30 ]    |       |
| 2017 | 1 ° I Seoul Awards | Miglior nuovo attore in una serie drammatica | School 2017 \| style="text-align:center; background:#FDD; color: black; vertical-align:middle" class="table-no2"\|Candidato/a         |           |       |
| 2017 | 31 ° KBS Drama Awards | style="text-align:center; background:#FDD; color: black; vertical-align:middle" class="table-no2"\|Candidato/a                                                      | School 2017 \| style="text-align:center; background:#FDD; color: black; vertical-align:middle" class="table-no2"\|Candidato/a         | [ 31 ]    |       |
| 2017 | 31 ° KBS Drama Awards | style="text-align:center; background:#FDD; color: black; vertical-align:middle" class="table-no2"\|Candidato/a                                                      | School 2017 \| style="text-align:center; background:#FDD; color: black; vertical-align:middle" class="table-no2"\|Candidato/a         | [ 31 ]    |       |
| 2017 | 31 ° KBS Drama Awards | Premio per la migliore coppia (con Kim Se-jeong ) \| style="text-align:center; background:#FDD; color: black; vertical-align:middle" class="table-no2"\|Candidato/a | School 2017 \| style="text-align:center; background:#FDD; color: black; vertical-align:middle" class="table-no2"\|Candidato/a         | [ 31 ]    |       |
| 2018 | 13ª edizione dei Soompi Awards\| style="text-align:center; background:#FDD; color: black; vertical-align:middle" class="table-no2"\|Candidato/a | [ 32 ] | School 2017 \| style="text-align:center; background:#FDD; color: black; vertical-align:middle" class="table-no2"\|Candidato/a         |           |       |
| 2018 | 13ª edizione dei Soompi Awards\| style="text-align:center; background:#FDD; color: black; vertical-align:middle" class="table-no2"\|Candidato/a | style="text-align:center; background:#FDD; color: black; vertical-align:middle" class="table-no2"\|Candidato/a                                                      | School 2017 \| style="text-align:center; background:#FDD; color: black; vertical-align:middle" class="table-no2"\|Candidato/a         |           |       |
| 2018 | 54 ° Baeksang Arts Awards | style="text-align:center; background:#FDD; color: black; vertical-align:middle" class="table-no2"\|Candidato/a                                                      | School 2017 \| style="text-align:center; background:#FDD; color: black; vertical-align:middle" class="table-no2"\|Candidato/a         | [ 33 ]    |       |
| 2018 | 37 ° MBC Drama Awards | Premio per la migliore coppia (con Seohyun ) | style="text-align:center; background:#FDD; color: black; vertical-align:middle" class="table-no2"\|Candidato/a                        | [ 34 ]    |       |
| 2020 | Asia Artist Awards 2020 | Premio popolarità (attore) | Crash Landing on You\| style="text-align:center; background:#FDD; color: black; vertical-align:middle" class="table-no2"\|Candidato/a | [ 35 ]    |       |
| 2020 | 7 ° APAN Star Awards | style="text-align:center; background:#FDD; color: black; vertical-align:middle" class="table-no2"\|Candidato/a                                                      | Crash Landing on You\| style="text-align:center; background:#FDD; color: black; vertical-align:middle" class="table-no2"\|Candidato/a | [ 36 ]    |       |